# Вибори до Харківської обласної ради 2006
Вибори до Харківської обласної ради 2006 — вибори до Харківської обласної ради, що відбулися 26 березня 2006 року. Це були перші вибори до Харківської обласної ради що проводилися за пропорційною виборчою системою. Для того, щоб провести своїх представників до  Харківської обласної ради, партія чи блок мусила набрати не менше 3% голосів виборців.

## Результати виборів
| Розподіл голосів     | Розподіл голосів     | Розподіл голосів | Розподіл голосів | Розподіл голосів |
| -------------------- | -------------------- | ---------------- | ---------------- | ---------------- |
|                      |                      |                  |                  |                  |
| Партія регіонів (83) | Партія регіонів (83) |                  | 38.85%           | 38.85%           |
| БЮТ (21)             | БЮТ (21)             |                  | 9.78%            | 9.78%            |
| «Наша Україна» (12)  | «Наша Україна» (12)  |                  | 5.45%            | 5.45%            |
| КПУ (10)             | КПУ (10)             |                  | 4.82%            | 4.82%            |
| Блок Вітренко (10)   | Блок Вітренко (10)   |                  | 4.4%             | 4.4%             |
| Віче (7)             | Віче (7)             |                  | 3.46%            | 3.46%            |
| «Відродження» (7)    | «Відродження» (7)    |                  | 3.2%             | 3.2%             |

Примітка: На діаграмі зазначені лише ті політичні сили,  які подолали  3 % бар'єр
 і провели своїх представників до Харківської обласної ради.
 В дужках — кількість отриманих партією чи бльоком мандатів